# Boinae
Boinae là một phân họ trong họ Boidae tìm thấy ở Trung Mỹ và Nam Mỹ. Hiện nay người ta công nhận 5 chi bao gồm 30 loài thuộc về phân họ này.

## Phân loại
Hai chi Acrantophis và Sanzinia trước đây bị Kluge đồng nhất hóa sai lầm với chi Boa vào năm 1991. Hiện nay chúng được chuyển sang phân họ mới được phục hồi là Sanziniinae. Tương tự, chi Candoia cũng được tách ra để chuyển vào phân họ của chính nó là Candoiinae để bảo toàn phân họ Ericinae truyền thống.
Chi Chilabothrus được phục hồi và tách ra khỏi chi Epicrates, do tính cận ngành của Epicrates nghĩa cũ trong tương quan với Eunectes.

## Các chi
- Boa Linnaeus, 1758: Chi điển hình, gồm 2 loài. Phân bố tại Mexico, Trung Mỹ, Nam Mỹ.
- Chilabothrus A.M.C. Duméril & Bibron, 1844: Gồm 10 loài.
- Corallus Daudin, 1803: Gồm 9 loài. Phân bố tại Trung MỸ, Nam Mỹ và Tây Ấn.
- Epicrates Wagler, 1830: Gồm 5 loài. Phân bố tại phần nam Trung Mỹ qua Nam Mỹ, xa tới Argentina, cũng như tại Tây Ấn.
- Eunectes Wagler, 1830. Gồm 4 loài trăn anaconda. Phân bố tại khu vực nhiệt đới Nam Mỹ, từ Colombia và Venezuela tới Argentina.

### Tuyệt chủng
- †Titanoboa Head et al., 2009: 1 loài. Hóa thạch của 28 cá thể được tìm thấy trong thành hệ Cerrejon ở Colombia, có niên đại tới thế Paleocen trong kỷ Paleogen, khoảng 60-58 Ma.

## Chuyển đi
- Candoia Gray, 1842: Gồm 5 loài trăn mũi xiên. Phân bố tại khu vực từ Samoa và Tokelau về phía tây qua Melanesia tới New Guinea và quần đảo Maluku.